# Phytoliriomyza triangulata
Phytoliriomyza triangulata este o specie de muște din genul Phytoliriomyza, familia Agromyzidae, descrisă de Stéphanie Boucher și Wheeler în anul 2001.
Este endemică în Yukon. Conform Catalogue of Life specia Phytoliriomyza triangulata nu are subspecii cunoscute.